# زنان در مزدیسنا

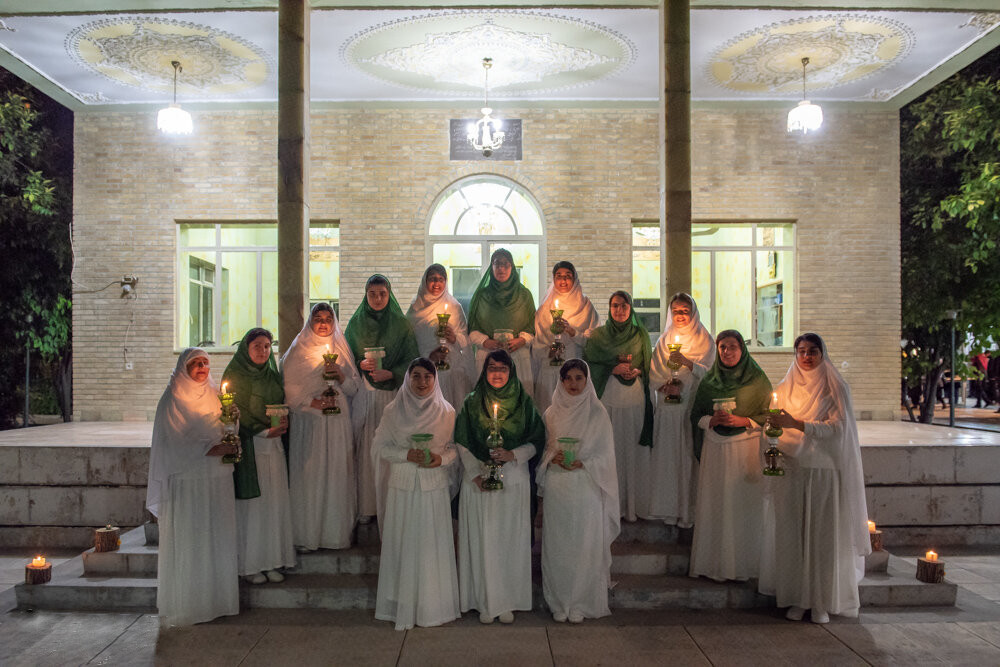
زنان در مراسم جشن سده، شیراز بهمن ۱۳۹۸

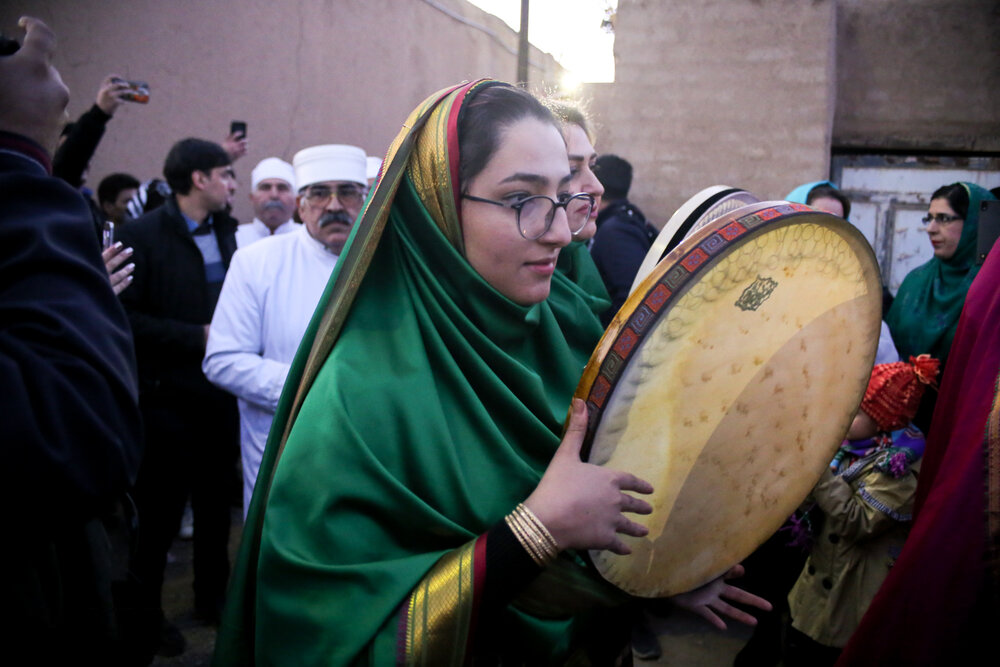
جشن سده در زین‌آباد تفت، ۱۰ بهمن ۱۳۹۸

زنان در مزدیسنا در طی ادوار مختلف تاریخی، تحت تأثیر فرهنگ و باورهای دینی جوامع قرار داشت. پرستش الاهه‌های زن مانند آناهیتا، ایشتاروننه در ایران باستان- قبل از ظهور زرتشت- خود دلیل بر ارتقای مقام زن به منزله رکن اصلی خانواده است. بعد از ظهور زرتشت به‌دلیل نیک‌نگری این دین به آفرینش زن و مرد، موقعیت زن و جایگاه او در اجتماع مشخص و مستحکم‌تر شد. ایرانیان باستان، زنان را کانون مهرورزی و باروری می‌دانستند، ازین‌روی همواره آنان را مورد تکریم قرار می‌دادند. در اواخر دوره ساسانی، دو تن از دختران سلسله ساسانی به پادشاهی رسیدند. این مسئله خود بیانگر عدم محرومیت زنان در دخالت نمودن در امور سیاسی است.

## در اوستا
در مزدیسنا زن و مرد یکسان هستند و بهتری و برتری آنان تنها یک شرط دارد و آن راستی در اندیشه و گفتار و کردار است و در این کار نیز خواست هرکس، خدمت هرچه بیشتر به جهان است. بعد از ظهور زرتشت آموزه‌های دینی این پیامبر نه تنها جایگاه زن در جامعه ایرانی را کم‌رنگ نکرده بلکه تأکیدهای این دین بر یکسانی زن و مرد سبب شد تا قوانین حقوقی عادلانه‌تری برای زنان مدون گردد. در گات‌ها هر جا زرتشت از زن(= نایری) و مرد(= نا) یاد می‌کند برای هر دو ارزش مساوی قایل می‌گردد.

## جشن سپنته آرمئی‌تی
برپایی این جشن، خود بیانگر اهمیت زنان و جایگاه آنان در نزد ایرانیان باستان است. جشن سپنته‌آرمئی‌تی نزد زرتشتیان در روز ۵ اسفند برگزار می‌شد. این روز سپندارمذ به معنای نگهبان زمین نامیده می‌شود. واژه سپندارمذ در اوستا به معنای فروتنی و بردباری است. با توجه به این‌که زمین همانند زنان خاصیت باروری دارند این جشن برای بزرگ‌داشت زنان نیکوکار برگزار می‌شود.
به نقل از ابوریحان بیرونی این عید به زنان اختصاص داشته و از شوهران خود هدیه دریافت می‌کردند ازین روی به جشن مزدگیران معروف بوده‌است. بیدمشک گل مخصوص سپندارمذ است.

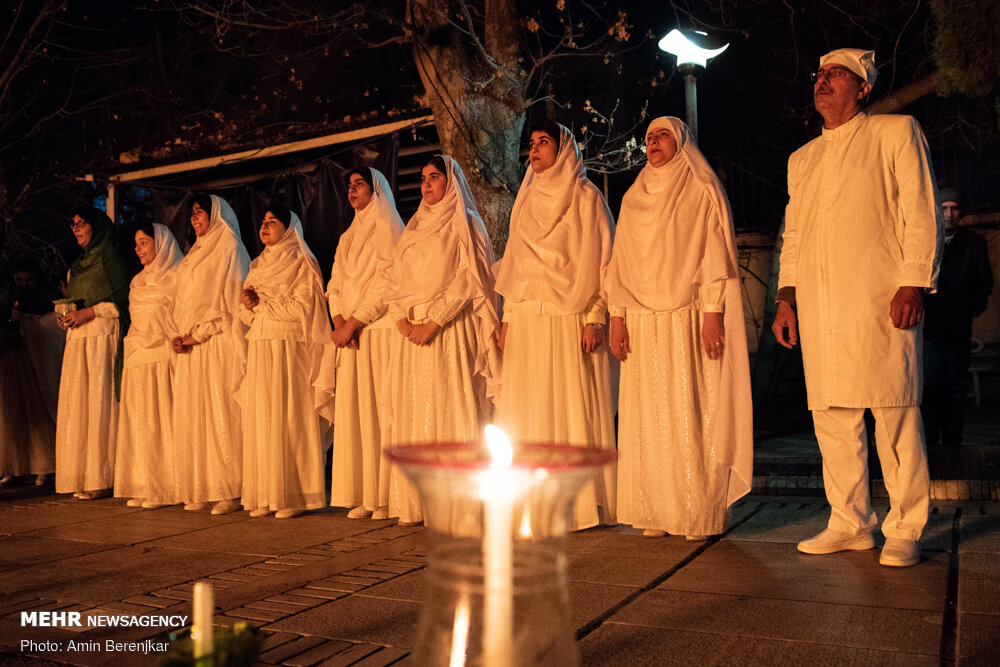
جشن سده در شیراز، ۱۰ بهمن ۱۳۹۸
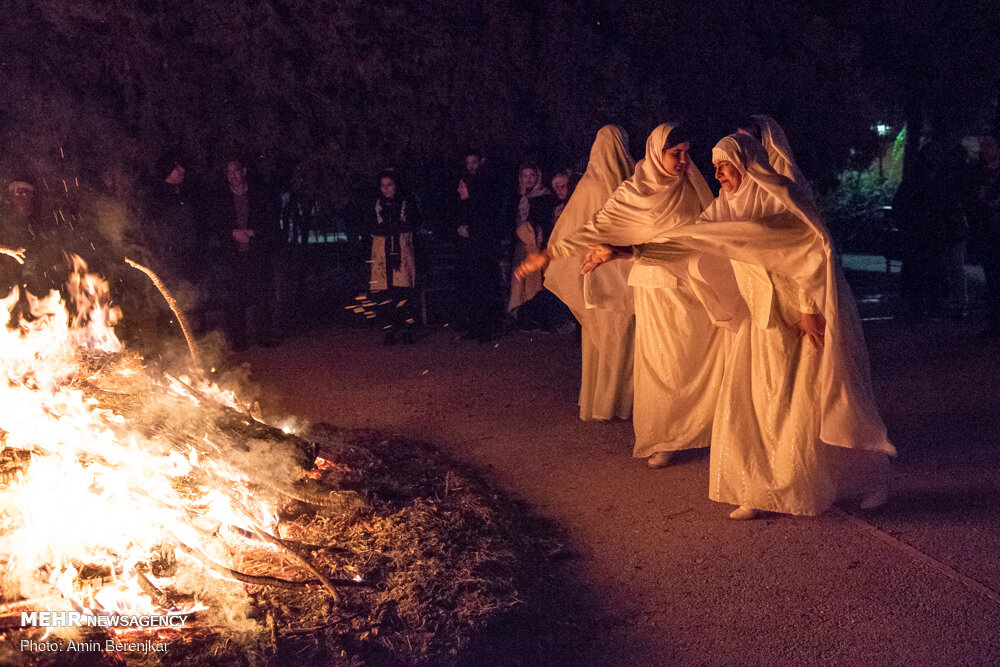
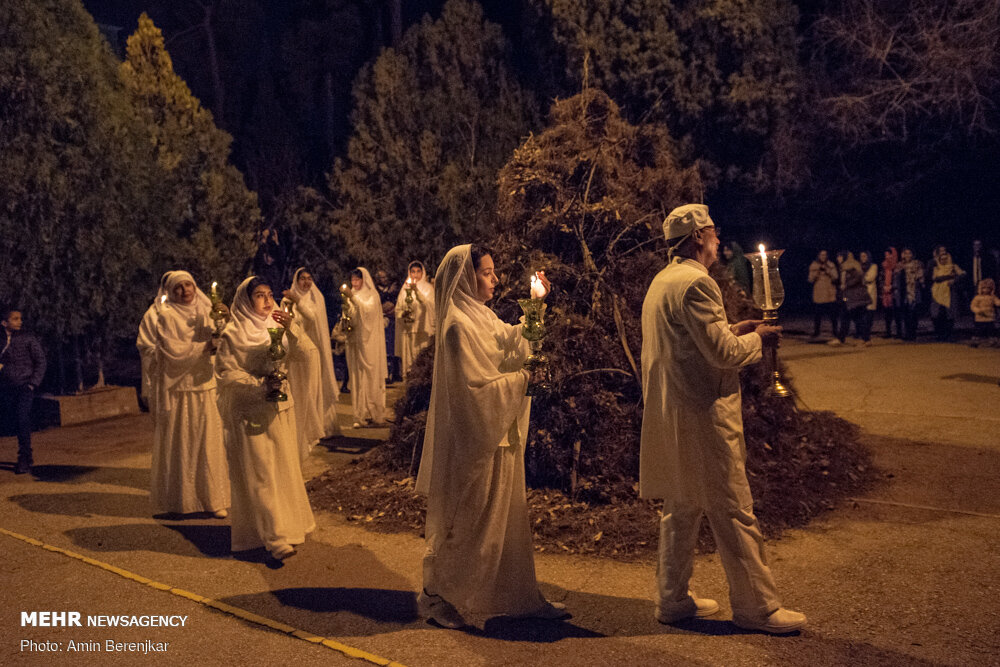

## موقعیت اجتماعی
در کتب مقدس زرتشتی آمده‌است که، هرگاه دختران جوان به سن بلوغ می‌رسیدند از اهورامزدا درخواست می‌کردند تا شوهری دانا، زیبا و تندرست نصیب آنان گرداند. و اهورامزدا تأکید کرده‌است آیین بیوکانی (زناشویی) از بهترین کارها می‌باشد.
بنیاد بیوکانی(= زناشویی) در دین زرتشت باید بر پایه خرد، عشق، هم‌کاری و دل‌بستگی به سازندگی استوار باشد. ازدواج در دین زرتشت اهمیت بسزایی دارد.

## حقوق

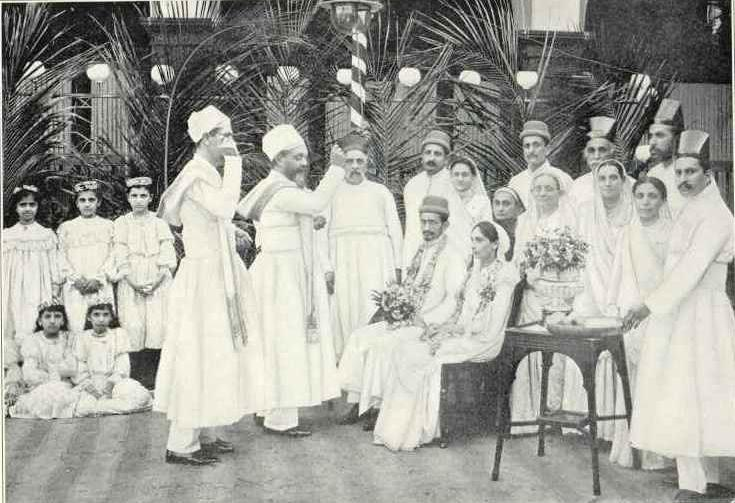
مراسم ازدواج پارسیان هند، ۱۹۰۵ میلادی

نهادهای رسمی، مانند قوانین و دادگاه‌ها، زنان را در این جامعه وادار کرده‌است تا هم خود را در مرکز یک سنت ببینند و هم به دلیل آن مصالحه کنند. در جامعه پارسی هند، فضاهای مذهبی توسط خیریه‌ها اداره و تأمین می‌شوند. از طریق این سازوکار است که حقوق زنان پارسی هند در چنین فضاهای مذهبی در جامعه پارسی هند تعیین می‌شود.
فضاها و سنت‌های مطابق با رسمیت نیز به شیوه ای غیررسمی تر، در عین حال فراگیر، بر حقوق و نقش زنان در جامعه زرتشتی تأثیر می‌گذارد.

### حق طلاق
با این که ازدواج در دین زرتشت، امری مقدس به‌شمار می‌رفت. طلاق گرفتن امری ساده نبود. در ایران باستان قوانین سختی در مورد طلاق وجود داشت. شوهر به راحتی نمی‌توانست همسر خود را رها کند.
موارد طلاق در دین زرتشت به چهار مورد زیر محدود می‌شد:
- ارتکاب زن به عمل زنا و محرز شدن فساد اخلاقی او
- درصورتی که زن به جادوگری پرداخته و آن را تعلیم می‌داد
- عقیم بودن زن. درین صورت مرد می‌توانست ابتدا او را شوهر دهد و زن دیگری اختیار کند یا آن‌که بدون طلاق زن اول، زن دوم اختیار کند
- زن، ایام دشتان را مخفی نگه می‌داشت شوهر می‌توانست او را طلاق دهد. زن تنها درصورتی که مرد، توانایی جنسی نداشت می‌توانست درخواست طلاق نماید.

قوانین شخصی قوانینی است که فقط در مورد جامعه، طبقه یا گروه خاصی از افراد در هند اعمال می‌شود، غالباً با اشاره به دین، ایمان و قبیله شخص است. این قوانین شخصی براساس دین متفاوت است و به همین ترتیب قوانین شخصی برای جوامع هندو، مسلمان، مسیحی و پارسی وجود دارد.
قوانین شخصی پارسی توسط قانون ازدواج و طلاق پارسی در سال ۱۹۳۶ دیکته شده‌است. این قانون در ۲۳ آوریل ۱۹۳۶ نوشته و تصویب شد و بعداً در سال ۲۰۰۱ اصلاح شد. قوانین شخصی پارسی فقط به ازدواج بین دو پارسی از جنس مخالف اشاره دارد. هدف اصلی قوانین شخصی این است که ازدواج کودکان، محارم زوجین و تعدد زوجات را غیرقانونی اعلام کند.
موارد قابل توجه در این قانون شامل ماده ۶ است که برای هر ازدواج تحت این قانون لازم است ثبت شود. ماده ۳۲ ب حکم می‌کند که طلاق باید توسط زن و شوهر به دلیل زندگی هر دو طرف به مدت یک سال یا بیشتر، عدم توانایی در زندگی مشترک و توافق مشترک جدا شود. ماده ۳۴ با پروتکلی که هر فرد متأهل می‌تواند برای جدایی قضایی به همان شرط‌هایی که ممکن است طلاق صورت گیرد، شکایت کند.
قوانین شخصی پارسی هند مطابق با قانون ازدواج ویژه سال ۱۹۵۴ عمل می‌کند. این عمل بیان می‌کند که ثبت همه ازدواج‌ها، صرف نظر از هویت مذهبی افراد درگیر، اجباری است. این دو عمل در حالی که با هم کار می‌کنند، غالباً در رابطه با ازدواج غیرقانونی و اعتبار چنین ازدواج‌هایی با یکدیگر اختلاف دارند.

### قانون ارث
قوانین پارسیان هند وراثت حکم می‌کند که هر زن غیر پارسی که زن یا بیوه یک مرد پارسی باشد نمی‌تواند از شوهر خود ارث بگیرد. اما فرزندان چنین زوجی که از مادری غیر پارسی و پدری پارسی متولد شده‌اند، مستحق گرفتن ارث پدر خود هستند.

### حقوق ازدواج
تعداد زیادی از پارسیان هندی در خارج از جامعه محلی ازدواج می‌کنند. زن پارسی که با یک فرد غیر پارسی ازدواج می‌کند مجاز به ورود به آتشکده و شرکت در فعالیت‌های مذهبی است.

### حق آموزش
ایزد چیستا از اهورامزدا نقش اصلاح‌کننده و تعلیم‌دهنده را برای مادران اخذ کرده‌است. ازین‌روی مادر بهترین تعلیم‌دهنده در دین زرتشت به‌شمار می‌آید. و از همان سال‌های اولیه زندگی کودکان، تعلیم و تربیت او را آغاز می‌کرد. به این طریق مادران با تربیت فرزندان خود روشنایی‌بخش دل و جان می‌شدند و درصورت نبودن مادر، خواهر یا عمه وظیفه تعلیم را به‌عهده می‌گرفتند. آموزش عمومی یعنی مرحله خانوادگی، دختران را از پسران جدا می‌کردند و آنان را برای امور خانه‌داری و مادر شدن مهیا می‌نمودند.

## پوشش
زنان زرتشتی خود را مقید به حجاب می‌دانستند. منابع، از پوشش زنان در عهد هخامنشی، اشکانی و ساسانی گزارش در اختیارمان قرار می‌دهند. زنان عادی در دورة اشکانی، قبایی تا زانو بر تن می‌کردند و با شنلی که بر سر افکنده می‌شد گیسوان خود را نیز به شیوه یونانیان آرایش می‌کردند و از میان سر فرق باز می‌کردند. به اعتقاد برخی از مورخان در ایران باستان فقط زنان وابسته به طبقه اشراف موظف به رعایت حجاب بودند و بقیه موظف به پوشاندن چهره خود نبودند. دلیل این گروه از محققان فرش کوچکی است که رودنکه- شرق‌شناس شوروی- از دورة هخامنشی یافته‌است. در نقوش این فرش، زنان عادی چهره خود را نپوشانده‌اند و شنلی مانند چادر بر روی سر خود انداخته‌اند.

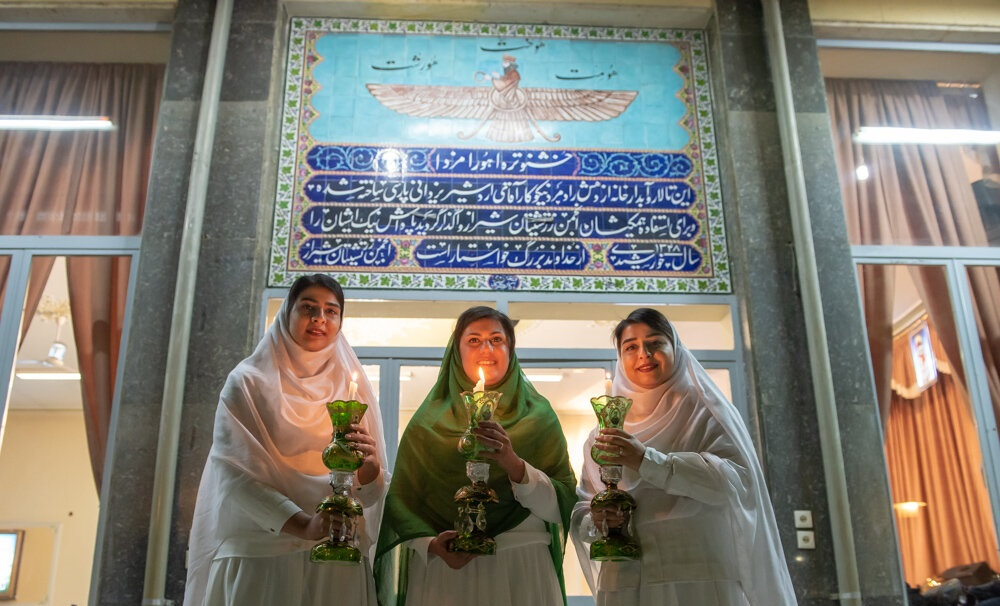
شیراز
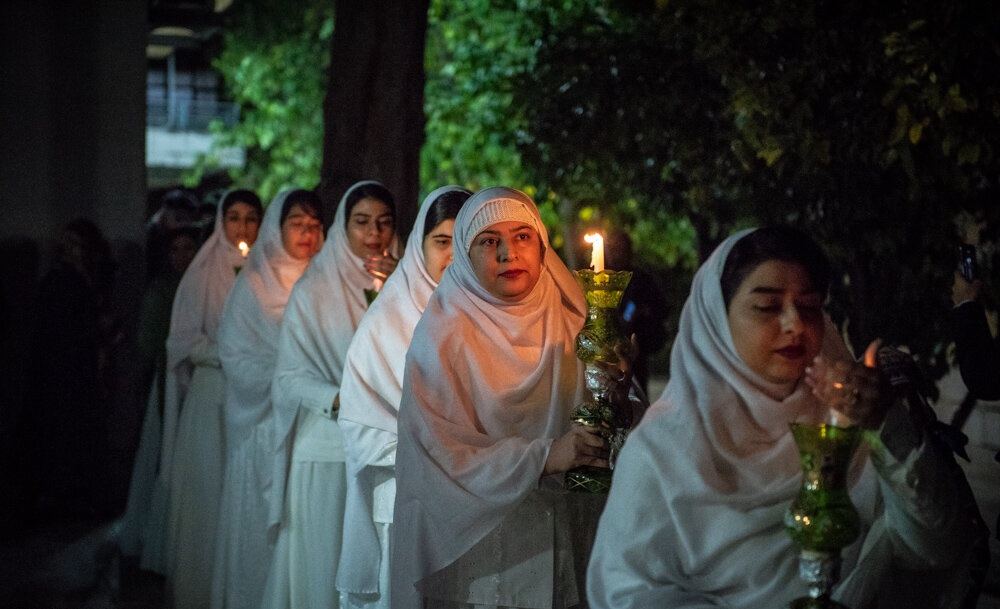
شیراز
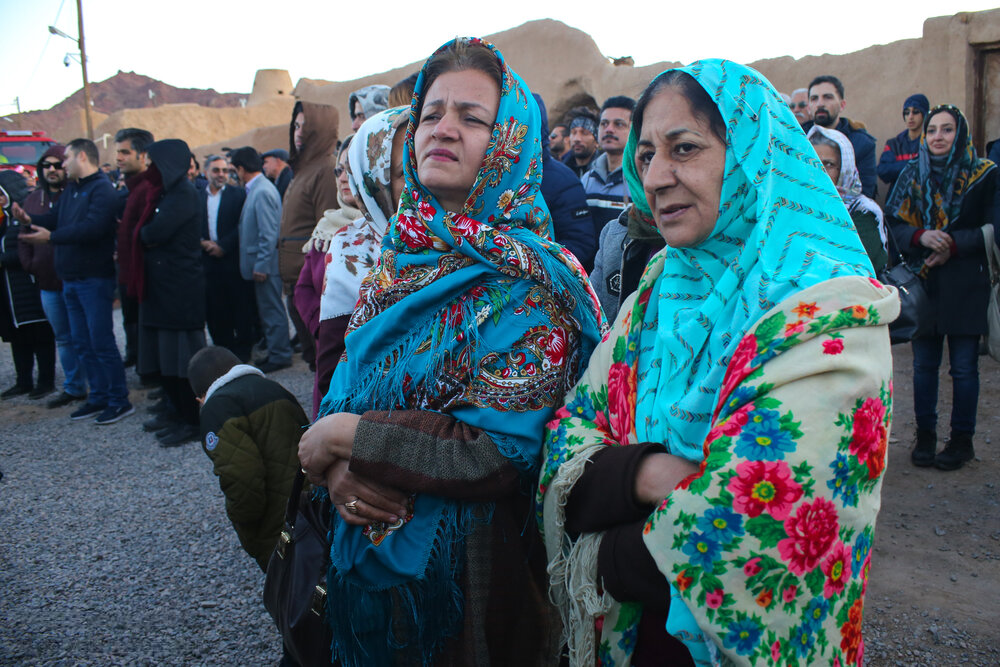
زین آباد تفت
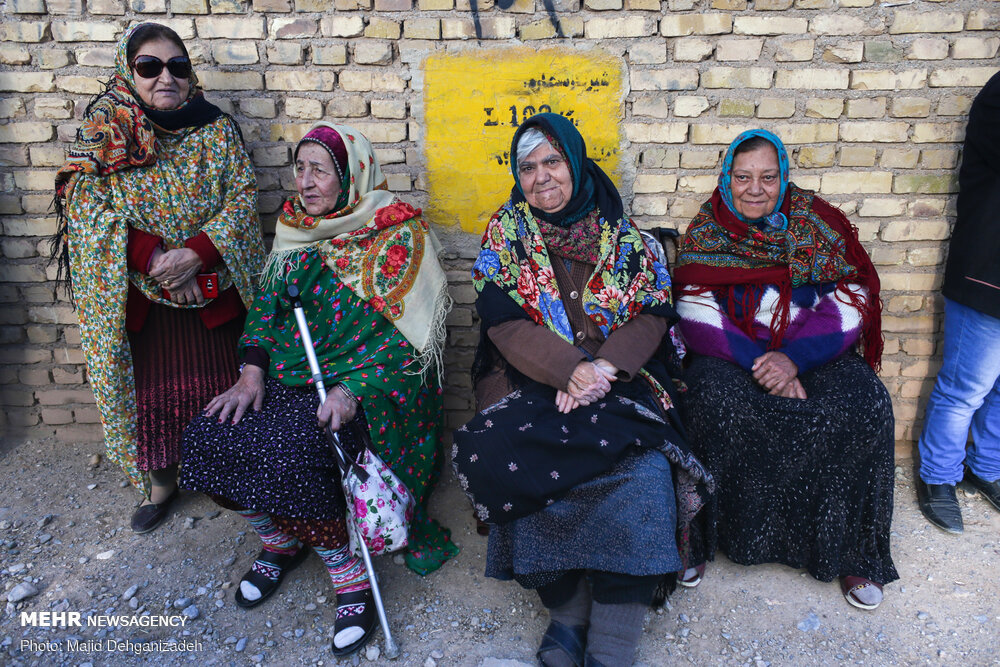
زین آباد تفت

## فضاهای آیینی
علاوه بر محدودیت‌های قانونی، زنان در جامعه پارسی هند در فضاهای مذهبی و آیینی نیز با محدودیت‌هایی روبرو هستند. یکی از بارزترین نمونه‌های این امر این است که زنان اغلب اجازه حضور در قبرستان و سایر قبرستان‌های مقدس پارسی در سراسر هند را ندارند.

### فضاهای جامعه
زنان پارسی هندی همچنین در فضای اجتماعی مانند باشگاه‌ها با تبعیض روبرو هستند. بسیاری از این باشگاه‌ها در بمبئی تنها اعطای عضویت به مردان را پذیرفته‌اند. یکی از نمونه‌های بارز این موضوع Ripon Club است. در پی واکنش جامعه، باشگاه ریپون اعطای عضویت به زنان را آغاز کرد. تقریباً ۱۰٪ اعضای آنها زن هستند. این اعضا باید از طریق پدر پارسی یا شوهر پارسی که عضو آن است به عضویت برسند. آنها حق رأی در این باشگاه را ندارند.

## در کتاب مقدس دینی
حقوق زنان در چارچوب ایمان پارسی از طریق کتاب مقدس و متون زرتشتیان باستان، مانند اوستا قابل تجزیه و تحلیل است. با این حال، کتب مقدس را می‌توان به روش‌های مختلفی تحلیل و درک کرد.
نتیجه دو دیدگاه اصلی مفسران به این صورت است که، کسانی که متن را با دیدگاهی لیبرال می‌خوانند بیان می‌دارند که پیامبر پارسی، زرتشت، همیشه با گفتار و کردار خود به زنان و مردان پرداخته‌است. دیدگاه دیگر بیان می‌دارد که فردی که نیمی از او پارسی باشد، چه زن و چه مرد، از مادر یا پدر پارسی متولد شود، به هیچ وجه نباید پارسی محسوب شود. این افراد بر این باورند که قوانین و دسترسی، حتی قوانینی که به فرزندان متولد شده از پدران پارسی و مادران غیر پارسی اجازه می‌دهد، فقط باید سختگیرانه تر و محدودتر شوند.